# Sebastián de la Calzada
Sebastián de la Calzada (Sevilla, España, 1770 - 1824) fue un militar español que sirvió en el ejército realista durante la independencia de Venezuela y Colombia.
A pesar de su nacimiento en la península ibérica, fue descrito como un hombre muy acriollado y acostumbrado en las costumbres de los americanos. Laureano Vallenilla Lanz lo describe con una cita de Morillo que reza «aunque valiente, sumamente práctico en las provincias y con gran influjo entre sus habitantes a cuyo caracter y costumbres ha sabido atemperarse, ha sido más a propósito para manejar las grandes reuniones de gente del país que para mandar una división de europeos».

## Biografía
Poco se sabe de sus primeros años pero en 1808 era soldado en el batallón Veterano de Caracas. Era teniente coronel en 1810 pero fue acusado de hurto y condenado a galeras, pero los desórdenes que siguieron a la revolución caraqueña le permitieron salir en libertad, pasándose a unirse a los realistas barineses. El 2 de febrero de 1814 el caudillo llanero José Antonio Yáñez ataca Ospino pero los republicanos hacen una salida y le obligan a retroceder, los comandantes José María Rodríguez y Manuel Gogorza Lechuga rápidamente forman un cuadro y por tres horas resisten las cargas llaneras a punta de bayoneta. Finalmente, Yáñez muere al liderar una carga y sus tropas huyen a Guanare, abandonando su cuerpo y eligiendo como su sucesor al coronel La Calzada. El 12 de febrero pone bajo asedio a San Carlos junto al gobernador de Coro, José Ceballos, pero el brigadier Rafael Urdaneta consigue atacarlos por la retaguardia y entrar a la ciudad para reforzar a la guarnición. Tras cinco días de asedio los republicanos son forzados a retirarse a Valencia. El día 20 Urdaneta llega a la urbe.
Tras ocupar San Carlos, Ceballos y La Calzada reorganizan sus fuerzas y reciben los refuerzos del coronel Carlos Miguel Salomón. Con 3.000 soldados avanzan el 29 de febrero sobre Valencia y asedían a Urdaneta. Incapaz de romper la resistencia patriota, el 4 de abril el ejército realista se retira a San Carlos ante la proximidad de las tropas combinadas de Simón Bolívar y Santiago Mariño, que entran al día siguiente. Mariño sale en su persecución, pero lo derrotan en la sabana de Arao, solo la intervención de Urdaneta impide un desastre total. Mariño vuelve a Valencia el 19 de abril para reorganizarse. La Calzada participa en la Primera Batalla de Carabobo (28 de mayo) bajo las órdenes del capitán general Juan Manuel Cajigal y con él huye para Apure perseguido por Urdaneta tras la derrota. Refugiados en Villa del Pao, cerca de San Fernando de Apure, gracias al apoyo local y la intensa actividad de los oficiales reorganizaron a los batallones Numancia y Sagunto y reunieron a los llaneros dispersos. Fueron a Tinaquillo, donde supieron que José Tomás Boves había entrado en Valencia. Siguen a San Carlos hasta llegar a Valencia el 10 de julio, pero a causa de las desavenencias con Boves, Cajigal parte a Puerto Cabello y deja la división de Apure al mando de La Calzada. Éste entrega refuerzos a Boves durante la Emigración a Oriente. Luego es enviado a perseguir a Urdaneta quien marcha en busca de refugio en Nueva Granada, La Calzada ocupa casi toda la provincia de Trujillo y derrota a Urdaneta en el combate de Mucuchíes (7 de septiembre), forzándolo a abandonar Mérida. Urdaneta llega el día 19 a Cúcuta, a salvo en tierras neogranadinas, mientras La Calzada permanece en Mérida hasta el 4 de noviembre.
Por orden de Cajigal sale para Barinas mientras el coronel Remigio Ramos queda en Mérida con 700 soldados de guarnición. Se establece en Guasdualito, dedicándose a reunir tropas y caballos, en dos meses entrena a 800 llaneros para su división. El 25 de enero de 1815 sale a unirse a Ramos. Su fuerza se compone de los batallones de infantería Sagunto y Numancia (700 infantes y 300 jinetes) y marcha por los montes de San Miguel y San Camilo, pero debe retroceder al llegar al Teteo, cerca de San Cristóbal, de vuelta a Guasdalito. Había sucedido que 800 patriotas al mando del comandante Francisco Olmedilla aprovecharon de salir de Cúcuta y atacar Guasdalito, la guarnición del coronel Miguel Briceño Pacheco, alias "el Cotudo" (800 lanceros y 100 carabineros) intenta huir a Cúcuta atacando al escuadrón de caballería del capitán de milicias José Antonio Páez, que bloqueaba esa ruta, pero son vencidos. La acción sucede el 29 de enero y significa 150 muertos (incluidos varios buenos oficiales de caballería), 275 prisioneros (reclutados y enviados a Pore) y 150 carabinas y 300 lanzas capturadas. El resto se dispersó y solo Pacheco con 25 hombres llegaron a avisar a La Calzada.
Ramos estaba actuando en los valles de Cúcuta con 1.200 hombres mientras esperaba a La Calzada, pero recibió órdenes de retirarse de La Calzada, ya debilitada su tropa por el hambre. El 7 de febrero iba a Barinas en busca de provisiones. La invasión de Casanare causó pánico entre los patriotas, el Ejército de Centro de La Calzada y Ramos, era más de 3.000 soldados y no podían detenerlos, pero al final no fue más que una incursión. Los realistas habían vencido gracias a los enormes contingentes de indios, negros y mestizos de toda índole que movilizaron poniéndoles en contra de los blancos, autorizándolos para saquear, quemar y matar cuanto quisieran, pero que acabada la Segunda República de Venezuela eran incapaces de controlar. Por aquel entonces, el legítimo capitán general, Cajigal, permanecía encerrado en Puerto Cabello mientras el país era gobernado por Francisco Tomás Morales como comandante general del Ejército de Barlovento (cargo inventado por Boves cuando se negó a obedecer a Cajigal) según la ley «de conquista» (la misma usada por Domingo de Monteverde).
Pablo Morillo lo puso al mando del primer batallón del regimiento de infantería de Numancia y le nombra brigadier. El 15 de mayo organiza una división de 2.210 hombres organizados en el batallón Numancia comandando por el coronel José Tolrá y el mayor Ruperto Delgado González (582 plazas), batallón Sagunto (696 plazas), cuatro compañías de cazadores (399 plazas), dos escuadrones de caballería (493 plazas) y 40 artilleros con 4 piezas de artillería.
Tras dejar 700 hombres en Margarita, 800 en Cumaná y Barcelona, 500 en La Guaira, 800 en Puerto Cabello y 800 en Calabozo al mando del brigadier Pascual del Real, Morillo le ordena a La Calzada salir de Guasdualito al mando de la quinta división (3.500 plazas y 2 piezas de artillería) para amenazar Bogotá mientras Morillo asedia Cartagena de Indias (15 de junio). Entra en Casanare el 18 de octubre desde Barinas, siendo vencido en el banco de Chire por la infantería del coronel Joaquín Paris Ricaurte y 400 jinetes del comandante Miguel Guerrero, acción en la que participan dos escuadrones al mando de Páez y Ramón Nonato Pérez (30 de octubre). Tras resistir inicialmente la carga enemiga, la infantería realista fuerza a su rival a retroceder pero la carga de los escuadrones de Páez y Pérez por ambos flancos desorganiza a los monárquicos. La Calzada salva a su tropa organizando una disciplinada retirada. Decide evitar enfrentar nuevamente a Ricaurte y marcha a Pamplona, cerca de ahí sorprende en Chitagá al general de división Urdaneta, derrotándolo, pero quedando debilitado (25 de noviembre). En el páramo de Cachirí vence al brigadier Custodio García Rovira (21 de febrero de 1816). Entra con Morillo en Bogotá el 6 de mayo y en Barinas el 24 de diciembre. En 1817 avanza sobre el Bajo Apure y el 3 de septiembre vence en el Apurito al comandante Juan José Rebolledo, apoderándose de la comarca entre San Fernando de Apure y Camaguán. 
Tras la batalla de Calabozo parte a unirse con Morillo en Valencia. El 14 de marzo participa en el asalto al Paso de La Cabrera, la victoria permite a los realistas recuperar los valles de Aragua y obliga a sus enemigos a retirarse a Angostura. Es enviado a Bogotá con el batallón Aragón. Tras la derrota realista en la batalla de Boyacá inicia la retirada a San Juan de Pasto el 9 de agosto de 1819. Recibe material de guerra desde Quito y el puerto de Tumaco por el mariscal Melchor Aymerich. Recupera Popayán el 24 de enero de 1820 con 2.000 seguidores, pasando a enfrentar al general Manuel Valdés. 

Tengo ya bastante adelantada mi división: su fuerza total ascenderá a 2.000 hombres poco más o menos: 1.300 con fusiles, 150 de caballería, y las demás gentes sin armas, (...).
 28 de diciembre de 1819, San Juan de Pasto. Carta de La Calzada a Sámano.

En su ofensiva llegó a la ciudad de Cartago (Valle del Cauca), pero fue derrotado en Pitayó el 6 de junio de 1820, perdiendo la ciudad de Popayán. 
Vuelve a Venezuela en 1821 durante la Campaña de Occidente, siendo segundo de Francisco Tomás Morales. Jefe de la guarnición de Puerto Cabello es el último defensor de la bandera real tras la capitulación de su comandante, hasta que el asalto de Páez le lleva rendirse el 8 de noviembre de 1823. El coronel coriano Manuel de Carrera y de la Colina resiste otros dos días en el Castillo San Felipe.
Liberado y evacuado en 1824 a Cuba no se sabe más de él, posiblemente murió poco después.